# エヴァン・タウベンフェルド
エヴァン・タウベンフェルド（Evan Taubenfeld、1983年6月27日 - ）は、アメリカ合衆国のミュージシャン、歌手、俳優。メリーランド州出身。かつてはアヴリル・ラヴィーンのバックバンドも勤めていて、現在も彼女のMVに出演するなど交流がある。

## 出演作品
- プライベート ～女子寮連続殺人事件